# Uchte
Uchte er en kommune med knap 4.700 indbyggere (2012), beliggende sydvest for Nienburg, i den sydvestligste del af Landkreis Nienburg/Weser i den tyske delstat Niedersachsen. Byen kalder sig en Flecken, (flække) som betegner et mindre lokalcentrum, men som er uden købstadsrettigheder.

## Geografi
Uchte er administrationsby i Samtgemeinde Uchte og ligger vest for floden Weser, mellem naturparkerne Dümmer og Steinhuder Meer ved Großen Moor omkring midt mellem byerne Sulingen og Minden ved grænsen til delstaten Nordrhein-Westfalen.

### Inddeling
I Uchte ligger landsbyerne Hoysinghausen, Darlaten, Höfen, Lohhof og Woltringhausen, der ind til 1. marts 1974 var selvstændige kommuner.